# Cattedrale della Resurrezione (Coriza)
La cattedrale della Resurrezione (in albanese Kryekisha Ngjallja e Krishtit), precedentemente Kisha e Shen Gjergjit (Chiesa di San Giorgio), si trova nella città di Coriza, in Albania. 
La cattedrale è luogo di culto della chiesa ortodossa albanese e rientra nella giurisdizione ecclesiastica della metropolia di Coriza. L'edificio è stato distrutto tra il '67 e il '70, durante l'era della dittatura social-comunista, ed è stato interamente ricostruito nel 1992.